# 潜入調査 (テレビ番組)
『潜入調査』は、2009年1月9日からテレビ東京で放送されているバラエティ番組である。BSジャパンでも毎週火曜24:00〜24:30に放送されている。

## 概要
普段目にすることが出来ない現場に調査員が潜入し、実態を解明していく番組。実質、｢給与明細」の後継番組。当時、準レギュラーだった尾崎ナナも引き続き当番組に出演している。BSジャパンの噂の番組を調査していく新感覚広報バラエティ。

## 出演者
- ザブングル
- 尾崎ナナ